# 1963年の映画
1963年の映画（1963ねんのえいが）では、1963年（昭和38年）の映画分野の動向についてまとめる。
1962年の映画 - 1963年の映画 - 1964年の映画

## 出来事

### 世界
- 米国、70mm映画製作隆盛[1]。
- 1月6日 - 第6回東宝映画祭がブラジル・サンパウロ（1月6日から17日）とペルー・リマ（1月24日から30日）で開催[2]。
- 1月21日 - 第7回東宝映画祭が香港で開催（1月21日から24日）[2]。
- 1月22日 - 東宝直営の劇場、東宝シネマがニューヨークにオープン[2]。オープニング作品は黒澤明監督『悪い奴ほどよく眠る』[2]。
- 1月25日 - フランス、ジャン＝リュック・ゴダール監督『小さな兵隊』公開[1][3]。
- 4月1日 - 東映、外国部パリ出張所を開設[4]。
- 5月 - 第16回カンヌ国際映画祭で小林正樹監督『切腹』が審査員特別賞受賞[5]。
- 5月1日 - フランス、ドキュメンタリー映画『美しき五月（英語版）』（監督：クリス・マルケル、ピエール・ロム（フランス語版））公開[1][6]。
- 6月12日 - 米国、女優・エリザベス・テイラーに史上最高の100万ドルの出演料が支払われた『クレオパトラ』（ジョーゼフ・L・マンキーウィッツ監督）公開[1][7]。
- 7月
  - 第13回ベルリン国際映画祭で今井正監督『武士道残酷物語』が金熊賞を受賞[5][8]。
  - 第3回モスクワ映画祭で浦山桐郎監督『非行少女』が金賞受賞[5][8]。
- 7月25日 - フランス、ベルトラン・ブリエ監督『ヒットラーなんか知らないよ（フランス語版）』（〔ドキュメンタリー映画の一つのスタイル〕シネマ・ヴェリテ（英語版）作品）公開[1][9]。
- 10月3日 - 第8回東宝映画祭がニューヨーク（10月3日から8日）、ロサンゼルス（10月10日から12日）、ホノルル（10月14日から15日）で開催[10]。
- 10月31日
  - 国際東宝の直営館リオ劇場がサンフランシスコにオープン[10]。
  - 第9回東宝映画祭がコロンビア・ボゴタで開催（10月31日から11月6日）[10]。
- 11月 - 東映、米コロンビア映画との間で、長編漫画映画『わんぱく王子の大蛇退治』の世界配給の契約を締結[11]。
- 11月16日 - 第10回東宝映画祭がイタリア・ローマで開催（11月16日から20日）[10]。

### 日本
- 1月
  - 1月3日 - 『勢揃い東海道』[12] / 『九ちゃんの大当りさかさま仁義』[13]公開、ヒット[4]。
  - 1月16日 - 石原裕次郎が日活から独立、石原プロモーション設立[14][15]。
  - 1月25日 - 第13回ブルーリボン賞で、東映ニュースがキーパンチャーの報道でニュース映画賞受賞[4]。
- 2月
  - より多く他社映画へ出演したいという希望が叶（）わない大映の女優・山本富士子が、1月の契約切れをもってフリー宣言をする[16][5]。しかし、永田雅一社長の逆鱗に触れた山本は、五社協定の圧力を受け、日本映画界から追放された[16]。
  - 2月14日 - 有楽座『アラビアのロレンス』の全席指定席興行で日祝日と平日の入場料金に差を設けた（入場料金差別制、または、入場料金段階別興行）[2][8]。
- 3月
  - 東映、沢島忠監督『人生劇場 飛車角』がヒット[5]。任侠ヤクザ映画の先駆けとなった[5][17]。また、横浜東映、新潟東映など全国7劇場で週末オールナイト興行を実施[4]。他社も東映の成功を見て、同様の映画の製作に走る[15]。
  - 3月1日 - 『天国と地獄』（黒澤明監督）公開、全国〔東宝系〕43館で新記録樹立[15]。
  - 3月17日 - 浦山桐郎監督『非行少女』公開[1][18]。
- 4月
  - 第1回外国映画輸入配給協会賞を東和が受賞[8]。
  - 4月12日 - 円谷特技プロダクション設立[15]。
  - 4月13日 - 有楽シネマに東宝で初めて入場券の自動販売機を設置[19][注 1]。
  - 4月15日 - 第10回アジア映画祭、東京で開催（19日まで）[15][8][19]。最高賞は『古都』（中村登監督）[15]。
  - 4月26日 - 大阪・梅田東映パラス劇場、『史上最大の作戦』（監督:ケン・アナキンほか）を上映し、東映直営館の新記録、興行日数133日と延観客動員23万9400人を達成[4]。
  - 4月28日 - 『武士道残酷物語』 / 『無法松の一生』公開、ヒット[4]。
- 5月
  - 『ウエスト・サイド物語』が丸の内ピカデリー劇場で73週、511日のロングランで終了[5]。
  - 川崎市にオールナイト営業の映画館が出現[8][19]。
- 6月
  - 1960年10月公開中止となった大島渚監督『日本の夜と霧』が東京・池袋人世坐で公開[8]。
  - 日活、京都・千本日活館売却[20]。日活、経営合理化の一環としての資産売却が始まる[21]。
  - 6月1日 - 007シリーズ第1作、『007は殺しの番号』（のちに『007/ドクター・ノオ』に改題、テレンス・ヤング監督）、東京・渋谷パンテオン、大阪・南街劇場で封切り[15]。
  - 6月11日 - 映画監督川島雄三（45歳）死去[19]。
  - 6月28日 - 松竹、ボウリング事業に乗り出し、東京築地・松竹会館5・6階に直営施設オープン[15]。
- 7月
  - イタリフィルムを前身とする第一フィルムが設立[5][8]。
- 8月
  - 8月12日 - 2月にIMF(国際通貨基金) 理事会が日本の14条国から8条国への移管を勧告[15][22]。これにより、1年半以内に外国映画の輸入自由化が決定的となったため、東宝と松竹の首脳部は「国際映画協定締結」、「スクリーンクォータ制立法化」などについて協議[15]。
  - 8月19日 - 日本映画製作者連盟（映連）5社、旧作劇映画のテレビ放出制限解除の方針を表明[15]。
  - 8月31日 - 東映、直営ボウリング場建設のため、神奈川・横浜東映パラス劇場閉館[4]。
- 9月
  - 9月1日
    - 全国の映画館数 6,202館[10]。
    - 東京・渋谷東映地下劇場を渋谷東映パラス劇場に改称[4]。

  - 9月17日 - 東京オリンピック記録映画『東京オリンピック』製作のため、ニュース映画7社で構成する東京オリンピック映画協会設立[15]。総監督市川崑、技術監督碧川道夫に決定[15]。
- 10月
  - 日活、名古屋日活劇場売却[20]。
  - 10月1日 - 東京・丸の内東映パラスと大阪・梅田東映パラスに70ミリ映写設備を設置、『北京の55日』（ニコラス・レイ監督）を公開[4]。
- 11月
  - 11月1日 - 『五番町夕霧楼』（田坂具隆監督）封切、好調な成績[4]。
  - 11月15日 - 京都・東宝パレス劇場が日本で4番目のシネラマ映画館としてリニューアル・オープン[10]。オープニング作品は『これがシネラマだ』[23][10]。
  - 11月16日 - 今村昌平監督『にっぽん昆虫記』公開[1][24]。
  - 11月26日 - 有楽座で公開された『クレオパトラ』の指定席料金が国内最高額の2,000円[25]。有楽座での上映は翌年（1964年）8月31日まで[25]。
- 12月
  - テレビ受信契約数が1500万を突破[26]。
  - 12月6日 - 松竹社長に城戸四郎就任[5][8][25][15]。
  - 12月12日 - 映画監督小津安二郎（60歳）死去[5][8][25]。
  - 12月20日 - 京都・パレス映画劇場がリニューアル・オープン[25]。オープニング作品は『アラビアのロレンス』[25]。
  - 12月25日 - 日本映画製作者連盟とテレビ局間で旧作映画のテレビ放送について「公開から7年経過していること。初年度は500本」の線で合意する[25]。
  - 12月28日 - 松竹系、映写機1台方式のシネラマ『おかしなおかしなおかしな世界』を公開[25]。

## 周年
- 創立40周年
  - ウォルト・ディズニー・プロダクション

## 日本の映画興行
- 入場料金（大人）
  - 320円 - 350円（東京の邦画封切館）[27][注 2][注 3]
  - 199円（統計局『小売物価統計調査（動向編） 調査結果』[29] 銘柄符号 9341「映画観覧料」）[30]
- 入場者数 5億1112万人[31]
- 興行収入 777億3400万円[31]

| 配給会社 | 年間配給収入 (単位：百万円) | 前年対比 |
| -------- | --------------------------- | -------- |
| 松竹     | 2,957                       | 081.9%   |
| 東宝     | 5,300                       | 097.0%   |
| 大映     | 3,658                       | 087.1%   |
| 東映     | 7,168                       | 094.4%   |
| 日活     | 5,713                       | 088.3%   |

出典: 東宝 編『東宝75年のあゆみ 1932 - 2007 資料編』（PDF）東宝、2010年4月、48頁。

## 各国ランキング

### 日本配給収入ランキング
| 順位 | 題名                  | 配給 | 配給収入    |
| ---- | --------------------- | ---- | ----------- |
| 1    | にっぽん昆虫記        | 日活 | 3億3000万円 |
| 2    | 光る海                | 日活 | 3億0000万円 |
| 3    | 赤いハンカチ          | 日活 | 2億8000万円 |
| 4    | 武士道残酷物語        | 東映 | 2億7500万円 |
| 5    | 大盗賊                | 東宝 | 2億3000万円 |
| 6    | 宮本武蔵 一乗寺の決斗 | 東映 | 2億2500万円 |
| 6    | 五十万人の遺産        | 東宝 | 2億2500万円 |
| 8    | 五番町夕霧楼          | 東映 | 2億1800万円 |
| 9    | 喜劇 駅前茶釜         | 東宝 | 2億1000万円 |
| 10   | 新吾二十番勝負 完結篇 | 東映 | 2億0700万円 |

出典:『キネマ旬報ベスト・テン85回全史 1924-2011』キネマ旬報社〈キネマ旬報ムック〉、2012年5月、200頁。ISBN 978-4873767550。
| 順位 | 題名               | 製作国                            | 配給                         | 配給収入    |
| ---- | ------------------ | --------------------------------- | ---------------------------- | ----------- |
| 1    | 史上最大の作戦     | アメリカ合衆国の旗                | 20世紀フォックス             | 8億9586万円 |
| 2    | アラビアのロレンス | イギリスの旗 · アメリカ合衆国の旗 | コロンビア ピクチャーズ      | 5億9527万円 |
| 3    | 大脱走             | アメリカ合衆国の旗                | ユナイテッド・アーティスツ   | 5億2722万円 |
| 4    | クレオパトラ       | アメリカ合衆国の旗                | 20世紀フォックス             | 4億2678万円 |
| 5    | 北京の55日         | アメリカ合衆国の旗                | アライド・アーチスツ         | 3億3933万円 |
| 6    | 地下室のメロディー | フランスの旗                      | 東和＝松竹映配＝日本ヘラルド | 2億4681万円 |
| 7    | シャレード         | アメリカ合衆国の旗                | ユニバーサル・ピクチャーズ   | 2億2650万円 |
| 8    | 隊長ブーリバ       | アメリカ合衆国の旗                | ユナイテッド・アーティスツ   | 2億2478万円 |
| 9    | 鳥                 | アメリカ合衆国の旗                | ユニバーサル・ピクチャーズ   | 2億0501万円 |
| 10   | チコと鮫           | イタリアの旗 · フランスの旗       | 日本ヘラルド                 | 2億0187万円 |

出典:『キネマ旬報ベスト・テン85回全史 1924-2011』キネマ旬報社〈キネマ旬報ムック〉、2012年5月、201頁。ISBN 978-4873767550。

### 北米興行収入ランキング
| 順位 | 題名                         | スタジオ                                       | 興行収入    | 出典   |
| ---- | ---------------------------- | ---------------------------------------------- | ----------- | ------ |
| 1.   | クレオパトラ                 | 20世紀フォックス                               | $57,777,778 | [ 34 ] |
| 2.   | 西部開拓史                   | MGM / シネラマ                                 | $46,500,000 | [ 35 ] |
| 3.   | おかしなおかしなおかしな世界 | ユナイテッド・アーティスツ                     | $46,332,858 | [ 36 ] |
| 4.   | トム・ジョーンズの華麗な冒険 | ユナイテッド・アーティスツ                     | $37,600,000 | [ 37 ] |
| 5.   | あなただけ今晩は             | ユナイテッド・アーティスツ / The Mirisch Corp. | $25,246,588 | [ 38 ] |
| 6.   | 王さまの剣                   | ウォルト・ディズニー                           | $22,182,353 | [ 39 ] |
| 7.   | フラバァ・デラックス         | ウォルト・ディズニー                           | $22,129,412 | [ 40 ] |
| 8.   | 鳥                           | ユニバーサル映画                               | $18,500,900 |        |
| 9.   | 007／ドクター・ノオ          | ユナイテッド・アーティスツ                     | $16,067,035 | [ 41 ] |
| 10.  | 予期せぬ出来事               | MGM                                            | $15,000,000 | [ 42 ] |

## 日本公開映画
1963年の日本公開映画を参照。

## 受賞
- 第36回アカデミー賞
  - 作品賞 - 『トム・ジョーンズの華麗な冒険』
  - 監督賞 - トニー・リチャードソン（『トム・ジョーンズの華麗な冒険』）
  - 主演男優賞 - シドニー・ポワチエ（『野のユリ』）
  - 主演女優賞 - パトリシア・ニール（『ハッド』）
  - 外国語映画賞 - 『8 1/2』

- 第21回ゴールデングローブ賞
  - 作品賞 (ドラマ部門) - 『枢機卿』
  - 主演女優賞 (ドラマ部門) - レスリー・キャロン（『The L-Shaped Room』）
  - 主演男優賞 (ドラマ部門) - シドニー・ポワチエ（『野のユリ』）
  - 作品賞 (ミュージカル・コメディ部門) - 『トム・ジョーンズの華麗な冒険 』
  - 主演女優賞 (ミュージカル・コメディ部門) - シャーリー・マクレーン（『あなただけ今晩は』）
  - 主演男優賞 (ミュージカル・コメディ部門) - アルベルト・ソルディ（『To Bed or Not to Bed』）
  - 監督賞 - エリア・カザン（『アメリカ アメリカ』）

- 第29回ニューヨーク映画批評家協会賞 - 『トム・ジョーンズの華麗な冒険』

- 第16回カンヌ国際映画祭
  - パルム・ドール - 『山猫』（ルキノ・ヴィスコンティ）
  - 男優賞 - リチャード・ハリス（『孤独の報酬』）
  - 女優賞 - マリナ・ブラディ（『女王蜂』）

- 第24回ヴェネツィア国際映画祭
  - 金獅子賞 - 『都会を動かす手』 (フランチェスコ・ロージ)
  - 男優賞 - アルバート・フィニー (『トム・ジョーンズの華麗な冒険』)
  - 女優賞 - デルフィーヌ・セイリグ (『ミュリエル』)

- 第13回ベルリン国際映画祭
  - 金熊賞 - 『Il Diavolo』 (ジャン・ルイジ・ポリドロ)
  - 男優賞 - シドニー・ポワチエ (『野のユリ』)
  - 女優賞 - ビビ・アンデショーン  (『Älskarinnan』)

- 第14回ブルーリボン賞
  - 作品賞 - 『にっぽん昆虫記』
  - 主演男優賞 -  中村錦之助（『武士道残酷物語』）
  - 主演女優賞 - 左幸子（『にっぽん昆虫記』『彼女と彼』）
  - 監督賞 -今村昌平（『にっぽん昆虫記』）

- 第37回キネマ旬報ベスト・テン
  - 外国映画第1位 - 『アラビアのロレンス』
  - 日本映画第1位 - 『にっぽん昆虫記』

- 第18回毎日映画コンクール
  - 日本映画大賞 - 『天国と地獄』

- 第18回文部省芸術祭賞
  - 映画部門（日本劇映画） - 『太平洋ひとりぼっち』
  - 映画部門（日本記録映画） - 『ある機関助士』
  - 映画部門（外国映画） - 『シベールの日曜日』[43][44]

## 誕生
- 1月7日 - 沖田浩之、日本の俳優（+1999年）
- 1月13日 - 秋本奈緒美、日本の女優
- 1月14日 - スティーヴン・ソダーバーグ、アメリカの映画監督
- 1月18日 - 片桐はいり、日本の女優
- 1月19日 - 松重豊、日本の俳優
- 1月24日 - 岩井俊二、日本の映画監督
- 2月7日 - 香坂みゆき、日本の女優
- 3月4日 - 野島伸司、日本の脚本家
- 3月7日 - 広田レオナ、日本の女優
- 3月10日 - 藤谷美和子、日本の女優
- 3月27日 - フランチェスコ・クイン、アメリカの俳優（+2011年）
- 3月27日 - クエンティン・タランティーノ、アメリカの映画監督
- 4月14日 - 今井美樹、日本の歌手・女優
- 4月27日 - 加藤雅也、日本の俳優
- 5月15日 - ブレンダ・バーキ、アメリカの女優
- 6月3日 - 唐沢寿明、日本の俳優
- 6月9日 - ジョニー・デップ、アメリカの俳優・映画監督
- 6月15日 - ヘレン・ハント、アメリカの女優
- 6月16日 - 甲斐智枝美、日本の歌手・女優（+2006年）
- 7月21日 - 勝村政信、日本の俳優
- 8月8日 - 田中要次、日本の俳優
- 8月9日 - ホイットニー・ヒューストン、アメリカの歌手・女優（+2012年）
- 8月21日 - 高樹沙耶、日本の女優
- 11月5日 - テータム・オニール、アメリカの女優
- 11月6日 - 伊原剛志、日本の俳優
- 11月7日 - 松村雄基、日本の俳優
- 11月12日 - 寺島進、日本の俳優
- 12月18日 - ブラッド・ピット、アメリカの俳優
- 12月18日 - 小山力也、日本の声優

## 死去
| 日付 | 日付 | 名前                     | 国籍               | 年齢 | 職業             |
| 1月  | 2日  | ディック・パウエル       | アメリカ合衆国の旗 | 58   | 俳優・歌手       |
| 1月  | 27日 | ジョン・ファロー         | オーストラリアの旗 | 58   | 映画監督・脚本家 |
| 3月  | 20日 | 柳さく子                 | 日本の旗           | 60   | 女優             |
| 7月  | 28日 | 三好栄子                 | 日本の旗           | 69   | 女優             |
| 8月  | 17日 | リチャード・バーセルメス | アメリカ合衆国の旗 | 68   | 俳優             |
| 9月  | 15日 | オリバー・ウォレス       | イギリスの旗       | 76   | 音楽家           |
| 10月 | 11日 | ジャン・コクトー         | フランスの旗       | 74   | 作家・映画監督   |
| 10月 | 29日 | アドルフ・マンジュー     | アメリカ合衆国の旗 | 73   | 俳優             |
| 12月 | 12日 | 小津安二郎               | 日本の旗           | 60   | 映画監督         |